# 茅埔 (南投縣)
茅埔，是台灣南投縣魚池鄉的一個傳統地域名稱，位於該鄉西部偏北。相較於今日行政區，其範圍大致為五城村中部。

## 歷史
台灣清治末期至日治初期，茅埔地區為一街庄，稱為「茅埔庄」，隸屬於五城堡。該庄西北與北山坑庄為鄰，北與蓮華池庄為鄰，東與山楂腳庄、貓囒庄為鄰，南邊為水社庄，西邊為社仔庄。
1901年（日治明治三十四年）11月，全台廢縣廳改設二十廳，該庄隸屬於南投廳。1903年（明治三十六年）6月，該庄編入「五城區」，隸屬於南投廳。1909年（明治四十二年）10月，合併二十廳為十二廳，五城區仍隸屬於南投廳。1920年（大正九年），全台地方制度大改正，廢十二廳改設五州二廳，該庄改制為「茅埔」大字，隸屬於臺中州新高郡魚池庄。
戰後魚池庄改制為魚池鄉，隸屬於臺中縣，大字亦改制為村。1950年10月，中、彰、投分治，魚池鄉改隸屬南投縣。

## 聚落
本地區發展較早的聚落有鹿藔、茅埔、猴龍坑等，在日治期初期的官方地圖上已有記載。此外，本地區尚有草坪、頂五城、五城、下五城、下城、大潭岩、車坪崙等聚落。

## 交通
縣道131號（五城巷）是埔里至水里的道路，大致以東北東—西南西走向由茅埔地區東部邊界北側入境後，轉南南西再轉西南蜿蜒而行，其後繞大彎轉北再轉西北西再轉西南蜿蜒而行以至於本地區西部邊界南側出境。由該道路向東北東轉東北可前往山楂腳、新城、魚池、大林、長寮南端、木屐囒西部、長寮東部邊界地帶、加道坑、珠子山東部邊界地帶、水頭、枇杷城、埔里等地；向西南轉南可前往社子並止於水里聚落西北側的省道台16線路口暨鄉道投54線終點路口。
鄉道投64線是五城至桃米坑的道路，其西南側端點位於本地區中部的縣道131號路口。由此向北蜿蜓而行，出境後可前往蓮華池、挑米坑並止於省道台21線路口。

## 學校
- 五城國小